# Брант, Райан
Ра́йан Брант (англ. Ryan Brunt; род. 18 ноября 1985, Портидж, Висконсин) — американский кёрлингист.

## Достижения
- Чемпионат США по кёрлингу среди мужчин: золото (2011, 2014), серебро (2012), бронза (2015).
- Американский олимпийский отбор по кёрлингу: серебро (2013).
- Континентальный Кубок по кёрлингу (в составе команды Северной Америки): золото (2011), серебро (2012).
- Чемпионат США по кёрлингу среди юниоров: бронза (2007).

## Команды
| Сезон   | Четвёртый      | Третий       | Второй       | Первый        | Запасной                            | Турниры                                      |
| ------- | -------------- | ------------ | ------------ | ------------- | ----------------------------------- | -------------------------------------------- |
| 2006—07 | Зак Джейкобсон | Jeff Thune   | Райан Брант  | Zane Jacobson |                                     | ЧСШАЮ 2007                                   |
| 2009—10 | Kevin Deeren   | Kraig Deeren | Jerod Roland | Райан Брант   |                                     |                                              |
| 2010—11 | Пит Фенсон     | Шон Рожески  | Джозеф Поло  | Райан Брант   | Скотт Бэрд тренер: Эд Лукович       | ЧСША 2011 · ЧМ 2011 (10-е место)             |
| 2011—12 | Пит Фенсон     | Шон Рожески  | Джозеф Поло  | Райан Брант   |                                     | ЧСША 2012                                    |
| 2012—13 | Пит Фенсон     | Шон Рожески  | Джозеф Поло  | Райан Брант   |                                     | ЧСША 2013 (6-е место)                        |
| 2013—14 | Пит Фенсон     | Шон Рожески  | Джозеф Поло  | Райан Брант   | Джаред Зезел (ЧМ) тренер: Эл Хакнер | АООК 2013 · ЧСША 2014 · ЧМ 2014 (10-е место) |
| 2014—15 | Хит Маккормик  | Крис Плайс   | Джозеф Поло  | Райан Брант   | Колин Хафман тренер: Пит Фенсон     | ЧСША 2015                                    |
| 2015—16 | Пит Фенсон     | Крис Плайс   | Джозеф Поло  | Райан Брант   | Колин Хафман                        |                                              |

(скипы выделены полужирным шрифтом)

## Частная жизнь
Сестра Райана — Морин Кларк (в замужестве; урождённая Брант), чемпионка мира среди юниоров (2002), вице-чемпионка мира среди женщин (2005), играла в женской сборной США на зимних Олимпийских играх 2006. Двоюродный брат Райана Джон Брант — тоже кёрлингист, чемпион США среди мужчин (2000) и среди смешанных команд (2000).